# Mersing (district)
Mersing is een district in de Maleisische deelstaat Johor.
Het district telt 71.000 inwoners op een oppervlakte van 2800 km².